# Xysticus tikaderi
Xysticus tikaderi là một loài nhện trong họ Thomisidae.
Loài này thuộc chi Xysticus. Xysticus tikaderi được miêu tả năm 2001 bởi Bhandari & Pawan U. Gajbe.